# Heinz Grosch
Heinz Grosch (* 26. April 1930 in Wurzen; † 10. September 2018 in Aichschieß) war ein deutscher evangelischer Theologe, Religionspädagoge und Publizist.

## Leben
Heinz Grosch wurde als Sohn eines Berufsschulrektors geboren. Er war von 1968 bis 1972 Akademischer Rat an der PH Niedersachsen, von 1972 bis 1982 Dozent bzw. seit 1974 Professor für Evangelische Theologie an der PH Esslingen und von 1982 bis 1993 Professor für Evangelische Theologie an der PH Schwäbisch Gmünd. 1973 wurde er an der Universität Bern promoviert.  

## Veröffentlichungen
- Nach Jochen Klepper fragen. Annäherung über Selbstzeugnisse, Bilder und Dokumente. Stuttgart 1982.
- Religionspädagogik am Scheideweg. Der Religionsunterricht zwischen Humanwissenschaften und Theologie. Gütersloh 1974.
- (Als Hrsg.): Religion in der Grundschule. Didaktische Reflexionen, Entwürfe und Modelle. Frankfurt a. M. 1971.
- Der Prophet Amos (= Handbücherei für den Religionsunterricht Bd. 6). Gütersloh 1969.
- Aufsätze in der Zeitschrift Quatember[1]